# Carnaíba
Carnaíba es un municipio brasileño localizado en el estado de Pernambuco. Tiene una población estimada al 2020 de 19 609 habitantes.

## Historia
El territorio del actual municipio de Carnaíba era habitado por los indios Cariris. Registros rupestres de estos primitivos habitantes fueron encontradas en las Sierras del Boqueirão y de la Matinha.
En el siglo XIX, se inició el poblamiento de origen europeo en la localidad, cuando el agricultor João Gomes dos Reis se estableció en la Hacienda Lagoa da Barroca. Allí, fue construida la capilla de San António, en su entorno fue creciendo la villa de Carnaíba de Flores. La villa fue creada el 29 de junio de 1823. El distrito fue creado en 29 de julio de 1893, subordinado al municipio de Flores.
Fue elevado a la categoría de municipio con la denominación de Carnaíba por la ley provincial nº 1 018, del 29 de diciembre de 1953.

## Topónimo
El municipio debe su topónimo a la abundancia de carnaúbas en la región. La palabra se origina del tupí karana'iwa, "planta espinosa".

## Geografía

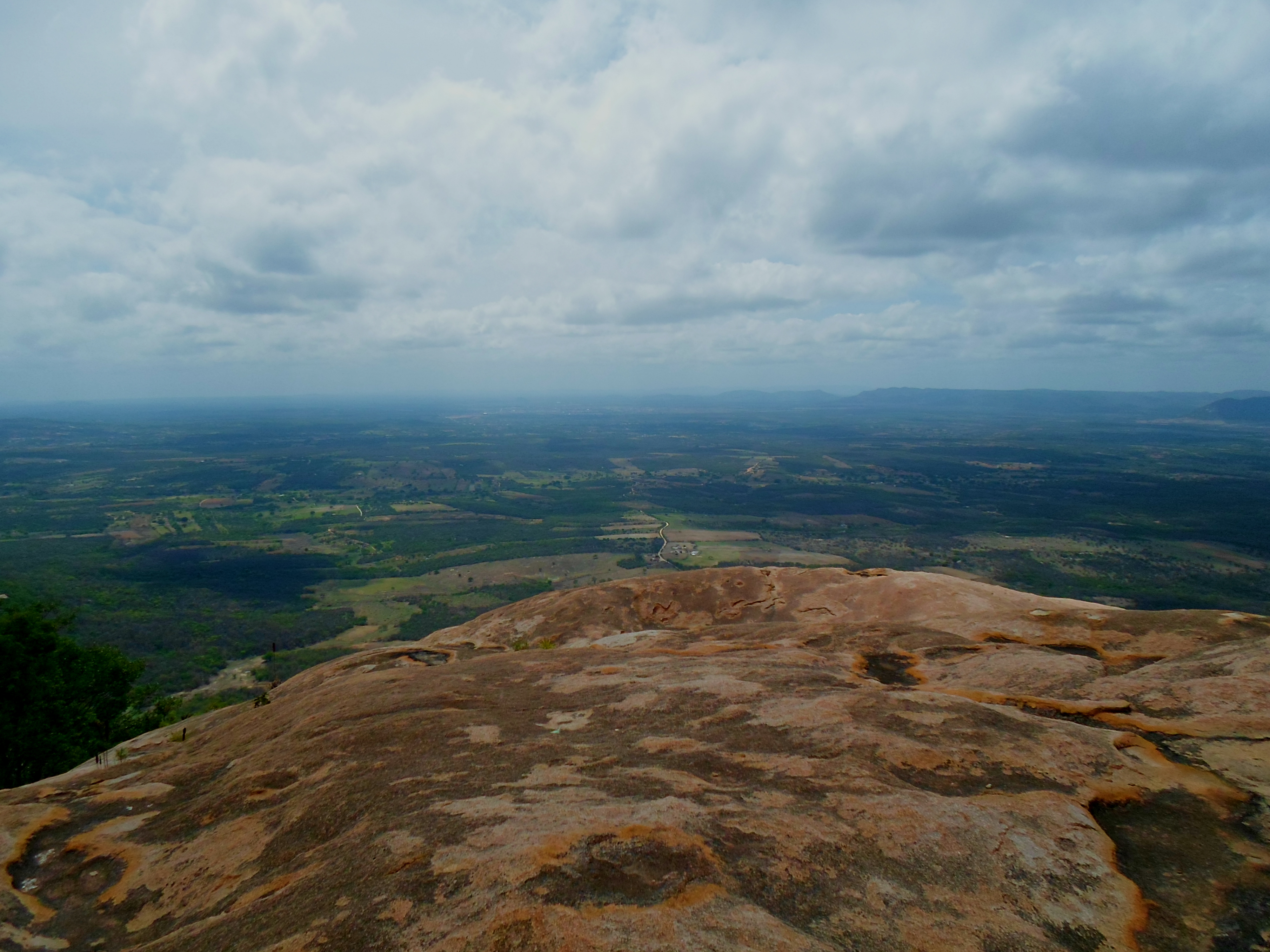
Sierra de la Matinha a 840 metros de altitud al norte del municipio de Carnaíba.

Se localiza a una latitud 07º48'19" sur y la una longitud 37º47'38" oeste, en la Sierra del Alto Pajeú, estando a una altitud de 485 metros. Está ubicada a 400 kilómetros de la capital provincial.